# Dzwonowice
Dzwonowice (prononciation : [d͡zvɔnɔˈvit͡sɛ]) est une localité polonaise de la gmina de Pilica, située dans le powiat de Zawiercie en voïvodie de Silésie.